# Feras Bugnah
Feras Bugnah (* 29. září 1987, Rijád) je saúdskoarabský filmař, videoblogger a herec. Jeho série videí na YouTube, nazvaná „Malob Aleyna“ nebo „We Are Being Cheated“, zdůrazňuje sociální nerovnosti a politické problémy, o kterých se skupina filmařů domnívá, že je saúdská vláda a konkrétně král Abdulláh přehlíží. V roce 2011 byl údajně zatčen za konkrétní epizodu této série, která odhalila chudobu v
Rijádu. Je také známý díky seriálu Malub Aleina / Malob Aleyna, ve kterém vzdělává diváky o názorech příslušníků saúdskoarabských nižších vrstev.

## Youmak Maai
Série „Youmak Maii“, což v překladu znamená „Váš den se mnou“, zdůrazňuje různé sociální a ekonomické pohledy na saúdskou společnost. Všech pět postav v show hraje Feras Bugnah. V každé epizodě hraje jinou postavu, jako je uklízeč ulice, slepec a pouliční žebrák.

## Malob Aleyna
Série videí „We Are Being Cheated“ (také známá jako „Mal3ob3lena“ online). Seriál začal v létě roku 2011. V seriálu je Feras Bugnah vidět před kamerou, vypráví zprávy a zpovídá předměty. Skupina doufá, že jejich videa přinesou změnu v systémech, o kterých se domnívají, že jsou špatně implementovány.

## Zatčení a zadržení
Spolu s kolegy Malob Aleynou Hosamem al-Deraiwishem a Khaledem al-Rasheedem byli údajně zadrženi 16. října 2011, pouhých šest dní poté, co byla epizoda jejich show zveřejněna na YouTube a zhlédnuta stovkami tisíc uživatelů. Tato konkrétní epizoda poukázala na chudobu v oblasti Al-Jaroudiya Rijádu, hlavním městě Saúdské Arábie. Všichni tři muži byli propuštěni 30. října téhož roku.